# Ewa Paradies

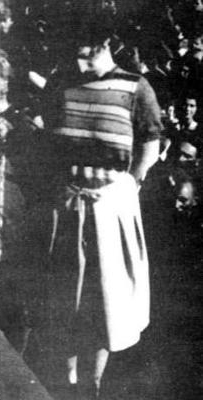
Ewa Paradies efter avrättningen.

Ewa Paradies, född 17 december 1920 i Lauenburg, död 4 juli 1946 i Gdańsk, var en tysk lägervakt och dömd krigsförbrytare. Mellan augusti 1944 och april 1945 var hon stationerad i koncentrationslägret Stutthof, beläget omkring 35 kilometer från Danzig. 

## Biografi
Paradies lämnade skolan 1935 och arbetade därefter som spårvagnskonduktör i Wuppertal och Erfurt. I augusti 1944 genomgick hon i koncentrationslägret Stutthof utbildning till Aufseherin (övervakare). I oktober samma år kom hon som vakt till satellitlägret Bromberg-Ost och i januari 1945 kommenderades hon till huvudlägret Stutthof.
Paradies ställdes inför rätta vid Stutthofrättegången 1946. Ett vittne berättade att Paradies vid ett tillfälle beordrade en grupp kvinnliga fångar att klä av sig i den isande vinterkylan, varpå hon duschade dem med iskallt vatten. De kvinnor som rörde sig fick motta piskslag. Paradies dömdes till döden genom hängning. Tillsammans med bland andra Johann Pauls, Elisabeth Becker, Gerda Steinhoff, Wanda Klaff och Jenny Wanda Barkmann avrättades hon offentligt vid Biskupia Górka den 4 juli 1946. De dödsdömda fördes fram till galgarna på lastbilsflak och snarorna lades om deras halsar. Därefter körde lastbilarna iväg med följden att de dödsdömda hängdes.